# Irena Kulszewicz-Bajer
Irena Kulszewicz-Bajer – polska chemik, inżynier, profesor nauk chemicznych, nauczyciel akademicki Politechniki Warszawskiej, specjalności naukowe: chemia polimerów, spektroskopia NAR polimerów.

## Życiorys
W 1980 ukończyła w Politechnice Warszawskiej studia na kierunku technologia chemiczna. W 1984 na podstawie rozprawy pt. Badanie domieszkowania poliacetylenu wybranymi halogenkami metali uzyskała na Wydziale Chemicznym Politechniki Warszawskiej stopień naukowy doktora nauk chemicznych. Tam też w oparciu o dorobek naukowy oraz pracę pt. Brönsted Versus Lewis Acid Doping of Polyaniline (Kwasowo-zasadowe domieszkowanie polianiliny w ujęciu Brönsteda i Lewisa) otrzymała w 2001 stopień naukowy doktora habilitowanego nauk chemicznych (dyscyplina: chemia, specjalności: fizykochemia polimerów, spektroskopia). W 2009 prezydent RP nadał jej tytuł profesora nauk chemicznych.
Została profesorem Wydziału Chemicznego Politechniki Warszawskiej w Katedrze Chemii i Technologii Polimerów.